# Atalanta Bergame
Pour les articles homonymes, voir Atalanta (homonymie).
Maillots
Actualités
L'Atalanta Bergamasca Calcio, (en français : Atalante Bergamasque Football), couramment appelé Atalanta Bergame ou Atalanta BC, est un club de football italien fondé en 1907 sous le nom de Società Bergamasca di Ginnastica e Sports Atletici Atalanta (en français : Société bergamasque de Gymnastique et de Sports athlétiques Atalanta) et basé à Bergame en Lombardie.
Le club doit son nom à l'héroïne grecque Atalante. Il est présidé par Antonio Percassi et évolue en Serie A

## Histoire du club

### Dates clés
- 1907 : Fondation du club à l'initiative de 5 membres issus de la société sportive "Giovane Orobica", basée dans la « ville haute » de Bergame : les frères Gino et Ferruccio Amati, Giovanni Robert, Alessandro Forlini et Eugenio Urio. Le premier président est Vittorio Adelasio. Le nom du club provient d'Atalante, dans la mythologie grecque.
- 1914 : Son premier véritable terrain est réalisé via Maglio del Lotto
- 1919 : Transfert au Stadium Atalanta
- 1920 : Le club est renommé Atalanta e Bergamasca di Ginnastica e Scherma
- 1928 : Premier match officiel au stade "Brumana" (Atalanta-Mestre 4-1), construit Viale Margherita (aujourd'hui Viale Giulio Cesare) son siège, avec la dénomination "Atleti Azzurri d'Italia". La même année l'Atalanta remporte son premier titre de D2 (alors appelée Première Division)
- 1937 : L'Atalanta accède à la première division (D1)
- 1963 : Premier trophée : Coppa Italia
- 1988 : Demi-finaliste de la Coupe des Coupes alors qu'elle évoluait en Serie B
- 2007 : Fête du centenaire
- 2019 : Meilleur classement de son histoire en première division (3e place) et première qualification pour la Ligue des Champions.
- 2020 : Première participation à la Ligue des Champions et première qualification en quarts de finale.
- 2024 : Vainqueurs de la Ligue Europa

### L'ère Gasperini (2016-)

#### La surprise (2016-2017)
Au début de l'été 2016, l'ancien entraîneur du Genoa, Gianpiero Gasperini, prend le poste laissé libre à la suite du départ d'Edoardo Reja. Dès sa première saison, il place la Dea à la quatrième place, avec des joueurs tels que Papu Gomez (16 buts en 2016-2017) ou Franck Kessié.
Avec ce succès, l'Atalanta voit ses meilleurs éléments partir entre 2016 et 2017 : Franck Kessié (AC Milan), Roberto Gagliardini (Inter), Andrea Conti (AC Milan), Mattia Caldara (AC Milan). Mais le club ne se laisse pas abattre et recrute des joueurs qui deviendront très importants dans les années à venir (Robin Gosens, Josip Iličić ou encore José Luis Palomino).

#### L'Europe et la confirmation (2017-2021)
En phase de groupes, pour sa première en Ligue Europa depuis presque 30 ans, l'Atalanta affronte Lyon, Everton et l'Apollon Limassol. Elle termine leader invaincu de sa poule, avec une victoire marquante face à Everton 5-1. En seizièmes de finale, le Borussia Dortmund se tient sur leur route. Les Lombards s'inclinent sur un but à la dernière minute de Michy Batschuayi. En championnat, les Bergamasques peinent en début de saison, avant de se reprendre en finissant 7e, place qualificative pour les tours préliminaires de la Ligue Europa 2018-2019.
Après avoir éliminé Sarajevo et l'Hapoël Haïfa, l'Atalanta bute en barrages sur Copenhague et s'incline aux tirs au but. Pas de phase de poules donc, et un début de saison 2018-2019 compliqué également en championnat, avec seulement une victoire en huit journées. La deuxième partie de saison est toute autre, avec seulement deux défaites la Dea se qualifie pour la première fois de son histoire en Ligue des champions. Son jeu offensif enthousiasme les suiveurs : l'équipe termine meilleure attaque de Serie A, avec 77 buts.

#### Transition et rachat (2021-)
En février 2022, Bain Capital et son président Stephen Pagliuca rachète 55% des parts à la famille Percassi.

#### La consécration européenne (2023-2024)
Le 22 mai 2024, l’Atalanta gagne le premier titre européen de son histoire en vainquant le Bayer Leverkusen, alors invaincu sur l'ensemble de la saison, sur le score de 3 à 0 grâce à un triplé historique d’Ademola Lookman en finale de Ligue Europa.
Durant son parcours, le club avait terminé premier de son groupe. En huitièmes de finale, ils avaient disposé du Sporting Portugal au cumul 3 à 2. Ils avaient ensuite éliminé Liverpool en quart de finale avec notamment une victoire historique 3 à 0 au match aller à Anfield, mais s’inclinent 1-0 au match retour, ce qui ne change cependant rien grâce au score cumulé. Ensuite, ils avaient battu l'Olympique de Marseille 4 à 1 au cumul en demi-finale.

## Palmarès et résultats

### Palmarès

#### Compétitions nationales
- Coupe d'Italie (1) :
  - Vainqueur : 1963.

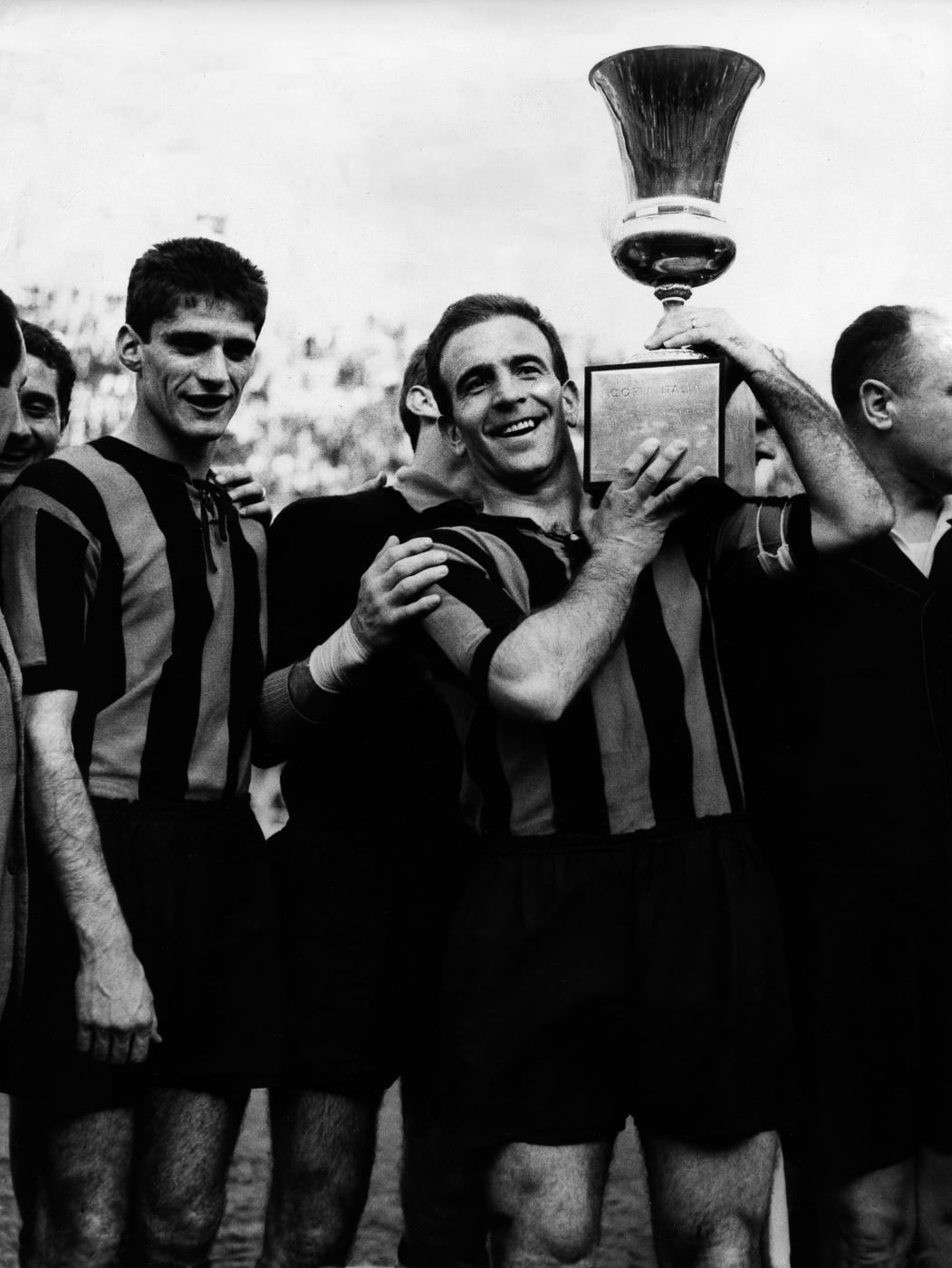
La victoire de la Coupe d'Italie lors de la saison 1962-1963

  - Finaliste : 1987, 1996, 2019, 2021 et 2024.
- Serie A :
  - Troisième : 2019, 2020, 2021 et 2025.
- Serie B (6) :
  - Vainqueur : 1928, 1940, 1959, 1984, 2006 et 2011.
- Serie C1 (1) :
  - Vainqueur : 1982 (Groupe A)

#### Compétitions internationales
- Ligue des champions (C1) :
  - Quart de finaliste : 2020
- Coupe des coupes (C2) :
  - Demi-finaliste : 1988
- Ligue Europa (C3) :
  - Vainqueur : 2024
- Supercoupe de l'UEFA :
  - Finaliste : 2024

### Bilan européen
Légende
- Vainqueur de la compétition.
- Victoire ou qualification pour le tour suivant.
- Match nul.
- Défaite ou élimination de la compétition.

Note : dans les résultats ci-dessous, le score du club est toujours donné en premier.
| Saison    | Compétition          | Tour                | Club                   | Domicile | Extérieur | Total             |
| --------- | -------------------- | ------------------- | ---------------------- | -------- | --------- | ----------------- |
| 1963-1964 | Coupe des coupes     | Seizièmes de finale | Sporting CP            | 2 - 0    | 1 - 3     | 3 - 3 1 - 3       |
| 1987-1988 | Coupe des coupes     | Seizièmes de finale | Merthyr Tydfil         | 2 - 0    | 1 - 2     | 3 - 2             |
| 1987-1988 | Coupe des coupes     | Huitièmes de finale | OFI Crète              | 2 - 0    | 0 - 1     | 2 - 1             |
| 1987-1988 | Coupe des coupes     | Quarts de finale    | Sporting CP            | 2 - 0    | 1 - 1     | 3 - 1             |
| 1987-1988 | Coupe des coupes     | Demi-finales        | KV Malines             | 1 - 2    | 1 - 2     | 2 - 4             |
| 1989-1990 | Coupe UEFA           | Premier tour        | Spartak Moscou         | 0 - 0    | 0 - 2     | 0 - 2             |
| 1990-1991 | Coupe UEFA           | Premier tour        | Dinamo Zagreb          | 0 - 0    | 1 - 1     | 1E - 1            |
| 1990-1991 | Coupe UEFA           | Seizièmes de finale | Fenerbahçe             | 4 - 1    | 1 - 0     | 5 - 1             |
| 1990-1991 | Coupe UEFA           | Huitièmes de finale | FC Cologne             | 1 - 0    | 1 - 1     | 2 - 1             |
| 1990-1991 | Coupe UEFA           | Quarts de finale    | Inter Milan            | 0 - 0    | 0 - 2     | 0 - 2             |
| 2017-2018 | Ligue Europa         | Groupe E            | Olympique lyonnais     | 1 - 0    | 1 - 1     | Premier           |
| 2017-2018 | Ligue Europa         | Groupe E            | Everton FC             | 3 - 0    | 5 - 1     | Premier           |
| 2017-2018 | Ligue Europa         | Groupe E            | Apollon Limassol       | 3 - 1    | 1 - 1     | Premier           |
| 2017-2018 | Ligue Europa         | Seizièmes de finale | Borussia Dortmund      | 1 - 1    | 2 - 3     | 3 - 4             |
| 2018-2019 | Ligue Europa         | Deuxième tour Q     | FK Sarajevo            | 2 - 2    | 8 - 0     | 10 - 2            |
| 2018-2019 | Ligue Europa         | Troisième tour Q    | Hapoël Haïfa           | 2 - 0    | 4 - 1     | 6 - 1             |
| 2018-2019 | Ligue Europa         | Barrages Q          | FC Copenhague          | 0 - 0    | 0 - 0 ap  | 0 - 0 (3 - 4 tab) |
| 2019-2020 | Ligue des champions  | Groupe C            | Chakhtar Donetsk       | 1 - 2    | 3 - 0     | Deuxième          |
| 2019-2020 | Ligue des champions  | Groupe C            | Manchester City        | 1 - 1    | 1 - 5     | Deuxième          |
| 2019-2020 | Ligue des champions  | Groupe C            | Dinamo Zagreb          | 2 - 0    | 0 - 4     | Deuxième          |
| 2019-2020 | Ligue des champions  | Huitièmes de finale | Valence CF             | 4 - 1    | 4 - 3     | 8 - 4             |
| 2019-2020 | Ligue des champions  | Quarts de finale    | Paris Saint-Germain    | 1 - 2    | 1 - 2     | 1 - 2             |
| 2020-2021 | Ligue des champions  | Groupe D            | FC Midtjylland         | 1 - 1    | 4 - 0     | Deuxième          |
| 2020-2021 | Ligue des champions  | Groupe D            | Ajax Amsterdam         | 2 - 2    | 1 - 0     | Deuxième          |
| 2020-2021 | Ligue des champions  | Groupe D            | Liverpool FC           | 0 - 5    | 2 - 0     | Deuxième          |
| 2020-2021 | Ligue des champions  | Huitièmes de finale | Real Madrid            | 0 - 1    | 1 - 3     | 1 - 4             |
| 2021-2022 | Ligue des champions  | Groupe F            | Villarreal CF          | 2 - 3    | 2 - 2     | Troisième         |
| 2021-2022 | Ligue des champions  | Groupe F            | Manchester United      | 2 - 2    | 2 - 3     | Troisième         |
| 2021-2022 | Ligue des champions  | Groupe F            | BSC Young Boys         | 1 - 0    | 3 - 3     | Troisième         |
| 2021-2022 | Ligue Europa         | Barrages            | Olympiakós             | 2 - 1    | 3 - 0     | 5 - 1             |
| 2021-2022 | Ligue Europa         | Huitièmes de finale | Bayer Leverkusen       | 3 - 2    | 1 - 0     | 4 - 2             |
| 2021-2022 | Ligue Europa         | Quarts de finale    | RB Leipzig             | 0 - 2    | 1 - 1     | 1 - 3             |
| 2023-2024 | Ligue Europa         | Groupe D            | Sporting CP            | 1 - 1    | 2 - 1     | Premier           |
| 2023-2024 | Ligue Europa         | Groupe D            | Sturm Graz             | 1 - 0    | 1 - 1     | Premier           |
| 2023-2024 | Ligue Europa         | Groupe D            | Raków Częstochowa      | 2 - 0    | 4 - 0     | Premier           |
| 2023-2024 | Ligue Europa         | Huitièmes de finale | Sporting CP            | 2 - 1    | 1 - 1     | 3 - 2             |
| 2023-2024 | Ligue Europa         | Quarts de finale    | Liverpool FC           | 0 - 1    | 3 - 0     | 3 - 1             |
| 2023-2024 | Ligue Europa         | Demi-finale         | Olympique de Marseille | 3 - 0    | 1 - 1     | 4 - 1             |
| 2023-2024 | Ligue Europa         | Finale              | Bayer Leverkusen       | 3 - 0    | 3 - 0     | 3 - 0             |
| 2024-2025 | Supercoupe de l'UEFA | Finale              | Real Madrid            | 0 - 2    | 0 - 2     | 0 - 2             |
| 2024-2025 | Ligue des champions  | Phase de ligue      | Arsenal FC             | 0 - 0    | N/A       | 9e                |
| 2024-2025 | Ligue des champions  | Phase de ligue      | Chakhtar Donetsk       | N/A      | 3 - 0     | 9e                |
| 2024-2025 | Ligue des champions  | Phase de ligue      | Celtic FC              | 0 - 0    | N/A       | 9e                |
| 2024-2025 | Ligue des champions  | Phase de ligue      | VfB Stuttgart          | N/A      | 2 - 0     | 9e                |
| 2024-2025 | Ligue des champions  | Phase de ligue      | BSC Young Boys         | N/A      | 6 - 1     | 9e                |
| 2024-2025 | Ligue des champions  | Phase de ligue      | Real Madrid            | 2 - 3    | N/A       | 9e                |
| 2024-2025 | Ligue des champions  | Phase de ligue      | Sturm Graz             | 5 - 0    | N/A       | 9e                |
| 2024-2025 | Ligue des champions  | Phase de ligue      | FC Barcelone           | N/A      | 2 - 2     | 9e                |
| 2024-2025 | Ligue des champions  | Barrages            | Club Bruges KV         | 1 - 3    | 1 - 2     | 2 - 5             |
| 2025-2026 | Ligue des champions  | Phase de ligue      |                        | -        | -         | -                 |
| 2025-2026 | Ligue des champions  | Phase de ligue      |                        | -        | -         | -                 |
| 2025-2026 | Ligue des champions  | Phase de ligue      |                        | -        | -         | -                 |
| 2025-2026 | Ligue des champions  | Phase de ligue      |                        | -        | -         | -                 |
| 2025-2026 | Ligue des champions  | Phase de ligue      |                        | -        | -         | -                 |
| 2025-2026 | Ligue des champions  | Phase de ligue      |                        | -        | -         | -                 |
| 2025-2026 | Ligue des champions  | Phase de ligue      |                        | -        | -         | -                 |
| 2025-2026 | Ligue des champions  | Phase de ligue      |                        | -        | -         | -                 |

1. ↑  Match d'appui joué sur terrain neutre à Barcelone.

## Personnalités du club

### Présidents
Le tableau suivant présente la liste des présidents du club depuis 1913.
| Rang | Nom               | Période   |
| ---- | ----------------- | --------- |
| 1    | Piero Carminati   | 1913-1916 |
| 2    | Francesco Leidi   | 1919-1920 |
| 3    | Enrico Luchsinger | 1920-1926 |
| 4    | Antonio Gambirasi | 1926-1927 |
| 5    | Pietro Capoferri  | 1927-1930 |
| 6    | Antonio Pesenti   | 1930-1932 |

| Rang | Nom               | Période   |
| ---- | ----------------- | --------- |
| 7    | Emilio Santi      | 1932-1935 |
| 8    | Lamberto Sala     | 1935-1938 |
| 9    | Nardo Bertoncini  | 1938-1944 |
| 10   | Guerino Oprandi   | 1944-1945 |
| 11   | Daniele Turani    | 1945-1964 |
| 12   | Attilio Vicentini | 1964-1969 |

| Rang | Nom                | Période   |
| ---- | ------------------ | --------- |
| 13   | Mino Baracchi      | 1969-1970 |
| 14   | Achille Bortolotti | 1970-1974 |
| 15   | Enzo Sensi         | 1974-1975 |
| 16   | Achille Bortolotti | 1975-1980 |
| 17   | Cesare Bortolotti  | 1980-1990 |
| 18   | Achille Bortolotti | 1990      |

| Rang | Nom                | Période   |
| ---- | ------------------ | --------- |
| 19   | Antonio Percassi   | 1990-1994 |
| 20   | Ivan Ruggeri       | 1994-2005 |
| 21   | Giacomo Randazzo   | 2005      |
| 22   | Ivan Ruggeri       | 2005-2008 |
| 23   | Alessandro Ruggeri | 2008-2010 |
| 24   | Antonio Percassi   | 2010-     |

### Records individuels
|   | Nom               | Matchs | Dates                |
| - | ----------------- | ------ | -------------------- |
| 1 | Gianpaolo Bellini | 434    | 1998-2016            |
| 2 | Marten de Roon    | 392    | 2015-2016, 2017-     |
| 3 | Valter Bonacina   | 332    | 1986-1991, 1994-1999 |
| 4 | Stefano Angeleri  | 324    | 1998-2003, 2006-2012 |
| 5 | Cristiano Doni    | 323    | 1998-2003, 2006-2012 |

|   | Nom              | Buts | Dates                      |
| - | ---------------- | ---- | -------------------------- |
| 1 | Cristiano Doni   | 112  | 1998-2003, 2006-2012       |
| 2 | Duván Zapata     | 82   | 2018-2024                  |
| 3 | Severo Cominelli | 62   | 1934-1941, 1944, 1947-1949 |
| 4 | Papu Gómez       | 60   | 2014-2021                  |
| 5 | Adriano Bassetto | 57   | 1953-1957                  |
| 5 | Mario Pašalić    | 57   | 2018-                      |

## Effectif professionnel actuel
En grisé, les sélections de joueurs internationaux chez les jeunes mais n'ayant jamais été appelés aux échelons supérieurs une fois l'âge-limite dépassé ou les joueurs ayant pris leur retraite internationale.

### Joueurs emblématiques
- Robert Acquafresca
- Demetrio Albertini
- Nicola Amoruso
- Rolando Bianchi
- Antonio Cabrini
- Massimo Carrera
- Dino Da Costa
- Roberto Donadoni
- Sergio Floccari
- Maurizio Ganz
- Filippo Inzaghi
- Simone Inzaghi
- Gianluigi Lentini
- Cristiano Lucarelli
- Giuseppe Meazza
- Riccardo Montolivo
- Domenico Morfeo
- Pablo Osvaldo
- Giampaolo Pazzini
- Ivan Pelizzoli
- Roberto Rambaudi
- Giuseppe Savoldi
- Gaetano Scirea
- Alessio Tacchinardi
- Massimo Taibi
- Nicola Ventola
- Christian Vieri
- Riccardo Zampagna
- Cristian Zenoni
- Damiano Zenoni
- Cristiano Doni
- Germán Denis
- Claudio Caniggia
- Papu Gómez
- Zlatan Muslimović
- Alemão
- Evair
- Igor Budan
- Davor Vugrinec
- Karl Aage Hansen
- Jørgen Leschly Sørensen
- Trevor Francis
- Gerry Hitchens
- Franck Sauzée
- Ousmane Dabo
- József Viola
- Jan Peters
- Stephen Makinwa
- Costinha
- Július Korostelev
- Richard Hughes
- Zoran Mirković
- Bengt Gustavsson
- Hasse Jeppson
- Robert Prytz
- Glenn Strömberg
- Ernesto Chevantón
- Federico Magallanes
- Paolo Montero

## Structures du club

### Stade

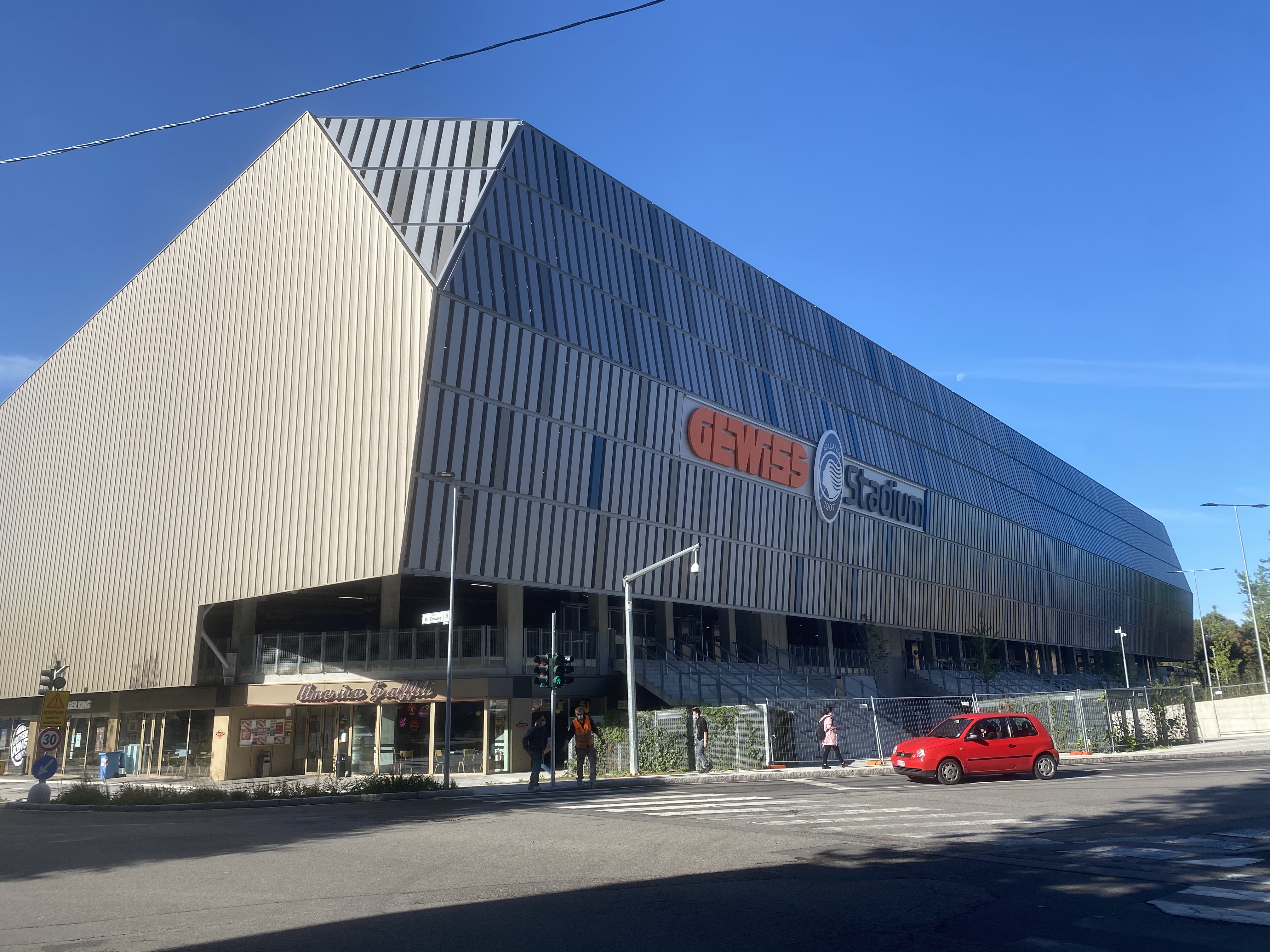
Extérieur du Gewiss Stadium en 2020.

L'Atalanta dispute ses rencontres au Stadio Atleti Azzurri d'Italia connu sous le nom de Gewiss Stadium pour des raisons de sponsor. Le stade a été rénové en 2018 et comporte 24 726 places assises.

## Identité du club

### Changements de nom
- 1907-1919 : Società Bergamasca di Ginnastica e Sports Atletici "Atalanta"
- 1919-1920 : Società Bergamasca di Educazione Fisica Atalanta
- 1920-? : Atalanta e Bergamasca di Ginnastica e Scherma
- ?- : Atalanta Bergamasca Calcio

### Logos
Le nom du club est dérivé de la figure mythologique d'Atalante. Souvent, le club Bergamo est surnommé La Dea (La Déesse), bien que cette dénomination soit incorrecte. En fait, la belle héroïne qui a inspiré le nom du club n'était pas vraiment d'essence divine, mais une princesse mortelle, fille de Iasos fils de Lycurgue, roi d'Arcadie. Le logo officiel de l'équipe est une représentation du profil de la princesse, sur un fond noir et bleu .

Logo n°1
Logo n°2
Logo actuel

### Numéros retirés
Le numéro 14 a été retiré en février 1997 en l'honneur de Federico Pisani (en), ancien joueur de l'Atalanta mort tragiquement dans un accident de voiture. Le numéro 12 a été aussi retiré en l'honneur des supporteurs (le 12e homme) tout comme le numéro 80 en l'honneur de Elio Corbani, un journaliste de radio.